# Silene fauriei
Silene fauriei är en nejlikväxtart som beskrevs av Leveille och Vaniot. Silene fauriei ingår i släktet glimmar, och familjen nejlikväxter. Inga underarter finns listade i Catalogue of Life.